# Sharovipteryx
Genre
Espèce
Synonymes
- Podopteryx Sharov, 1971

Sharovipteryx est un genre éteint singulier de sauropsides de l'ordre des Prolacertiformes qui vivait au milieu du Trias supérieur, il y a entre 230 et 225 millions d'années.
Il a été découvert en 1965 dans la formation géologique de Madygen près de Dzailauchou, sur la bordure sud-ouest de la vallée de Fergana au Kirghizstan. 

## Étymologie
Sharovipteryx signifie « ailé de Sharov », du nom de son découvreur Aleksandr Grigorievich Charov (Sharov, translittéré en anglais) qui l'avait appelé Podopteryx mais, ce nom étant déjà utilisé pour un Odonate, Cowen l'a renommé Sharovipteryx.

## Description

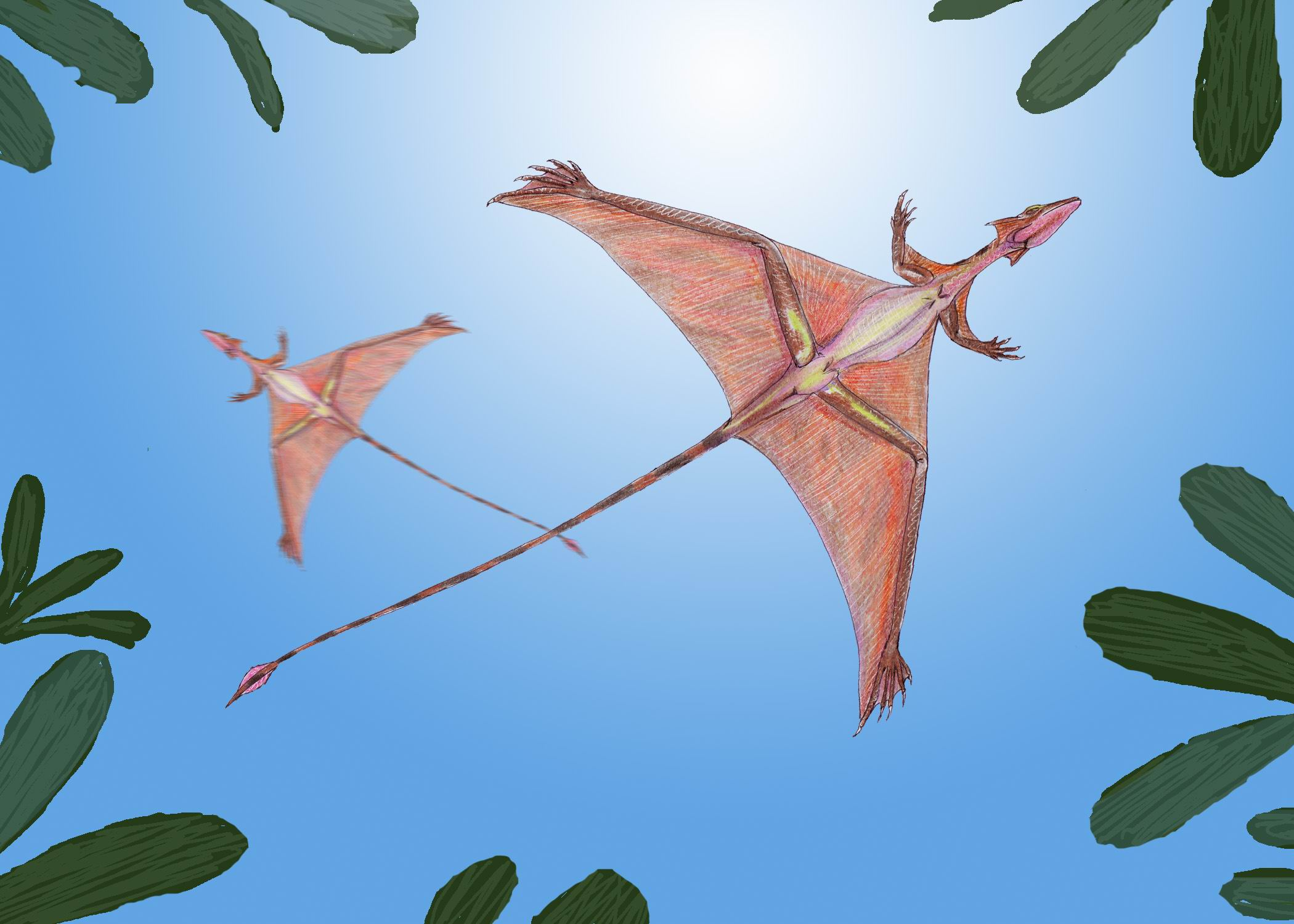
Sharovipteryx mirabilis

Cet animal proche des « reptiles » avait la particularité de posséder deux paires d'ailes qui lui permettaient de planer : de petites ailes aux pattes avant, et de grandes ailes aux pattes arrière. La surface portante de ces ailes était constituée de peau, comme chez les ptérosaures. Cependant, Sharovipteryx ne possédait pas un doigt plus long que les autres pour soutenir la membrane de peau, contrairement aux ptérosaures. Il était également doté d'une longue queue. La longueur de l'animal était d'une quinzaine de centimètres, et il pesait 7,5 grammes. La longueur démesurée de ses pattes arrière et ses bras très courts laissent à penser que Sharovipteryx était un bipède. Il pouvait vraisemblablement courir sur le sol et grimper aux arbres, pour s'y élancer en vol plané.

## Ancêtre des ptérosaures?
Certains scientifiques comme David Unwin pensent que les ptérosaures et les sharovipterigydés ont les mêmes ancêtres, mais cette hypothèse est discutée, faute de fossiles intermédiaires (du moins à ce jour).